# For the Fallen Dreams
I For the Fallen Dreams sono un gruppo musicale statunitense formatosi nel 2003 a Lansing, nel Michigan.
Durante la loro carriera, l'unico membro fisso della formazione è stato il chitarrista Jim Hocking, attorno a cui hanno orbitato oltre venti componenti diversi.

## Formazione

### Formazione attuale
- Chad Ruhlig – voce (2006-2008, 2013-presente), basso (2005)
- Jim Hocking – chitarra (2003-presente), voce melodica (2013-presente)
- Brandon Stastny – basso, cori (2011-presente)

### Ex componenti
- Aaron Long – voce (2003-2004)
- Andrew Juhl – voce (2004-2005)
- Dylan Richter – voce (2008-2013)
- Kalan Blehm – chitarra ritmica, cori (2009-2012)
- Chris Cain – chitarra ritmica (2008-2009)
- Jason Spencer – chitarra ritmica (2007-2008)
- Marcus Morgan – chitarra ritmica (2006-2007)
- Josh Dore – chitarra ritmica (2005-2006)
- Chris Croll – chitarra ritmica (2003-2004)
- Jordan McPherson – basso, cori (2011)
- Richard Neupert – basso, cori (2010)
- Jaime Cano – basso, cori (2010)
- Joe Ellis – basso, cori (2007-2010)
- Scott Green – basso (2006-2007)
- Andrew Beal – basso (2005)
- Scott Sparks – basso (2005)
- Pat Hahn – basso (2004)
- John Misch – basso (2004)
- Chris Ash – basso (2003)
- Navid Naghdi – batteria, percussioni (2013-2016)
- Dylan Shippey – batteria, percussioni (2012-2013)
- Arvin Sarathy – batteria, percussioni (2011)
- Andrew Tkaczyk – batteria, percussioni (2003-2011)

## Discografia

### Album in studio
- 2008 – Changes
- 2009 – Relentless
- 2011 – Back Burner
- 2012 – Wasted Youth
- 2014 – Heavy Hearts

### EP
- 2007 – New Beginnings

### Demo
- 2004 – Dead as the Rest
- 2005 – For the Fallen Dreams